# Hippeastrum evansiae
Hippeastrum evansiae är en amaryllisväxtart som först beskrevs av Hamilton Paul Traub och Ira Schreiber Nelson, och fick sitt nu gällande namn av Harold Emery Moore. Hippeastrum evansiae ingår i släktet amaryllisar, och familjen amaryllisväxter.
Artens utbredningsområde är Bolivia. Inga underarter finns listade i Catalogue of Life.

## Bildgalleri

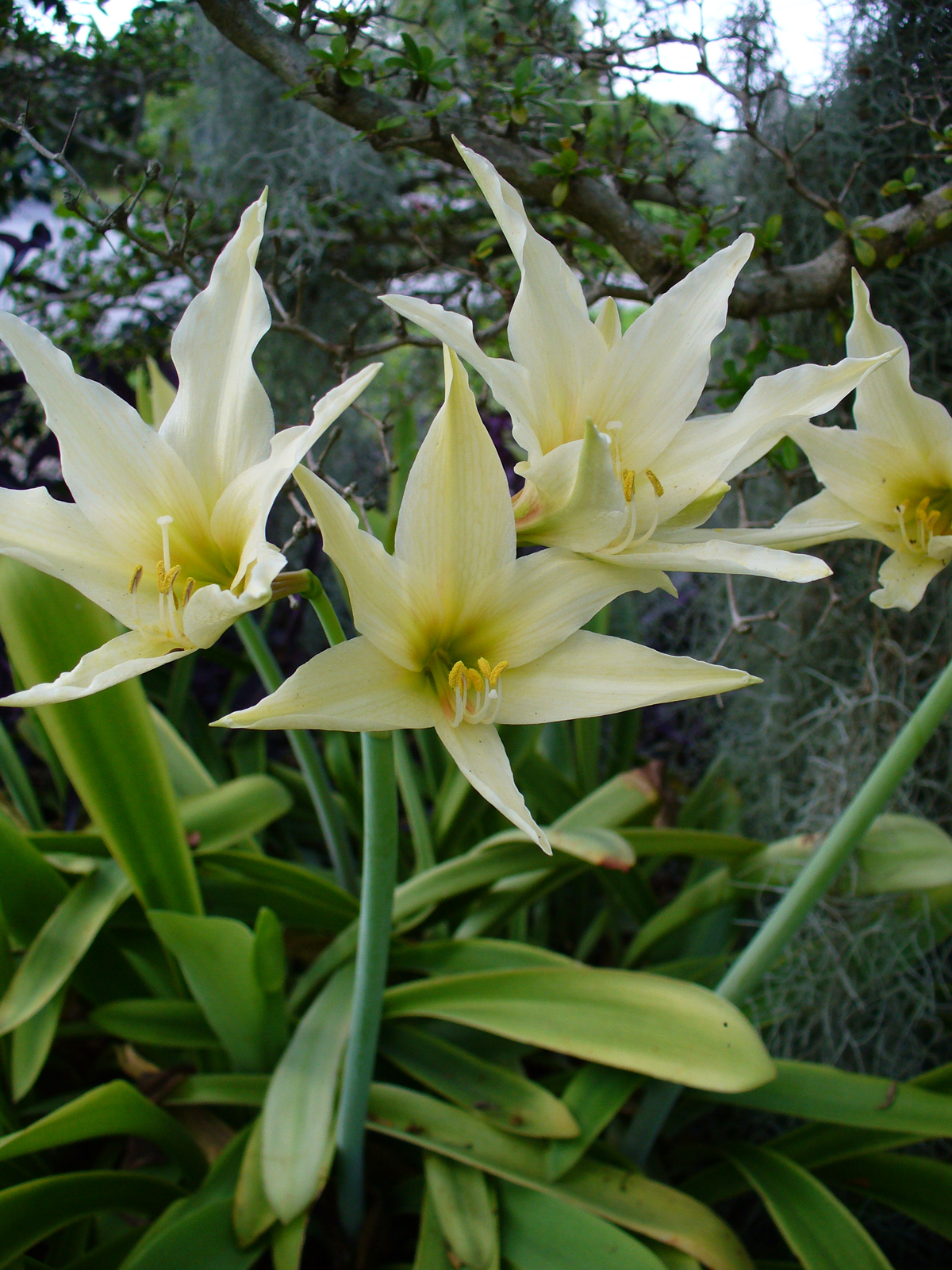